# 동부파타고니아저빌쥐
동부파타고니아저빌쥐(Eligmodontia typus)는 비단털쥐과에 속하는 설치류이다. 아르헨티나에서 발견되며, 칠레에서도 서식하는 것으로 추정된다. 최북단에 서식하는 개체군은 별도의 종 고지대저빌쥐(E. bolsonensis)로 분류하기도 하며 이에 대비하여 저지대 개체군을 동부파타고니아저빌쥐로 부른다.